# Jeongol
Jeongol là một loại món thịt hầm/lẩu trong ẩm thực Triều Tiên.
Món này giống như món thịt hầm Triều Tiên có tên gọi jjigae. Tuy nhiên, khác với jjigae thường chỉ gồm một thành phần chính và được đặt tên theo thành phần đó (như gimchi jjigae hay sundubu jjigae), jeongol thường gồm vài thành phần chính khác nhau. Về mặt truyền thống, jeongol (như gujeolpan) vốn là một món ăn của tầng lớp người Triều Tiên thượng lưu và hoàng gia, còn jjigae thì đơn giản hơn và dành cho thường dân.
Jeongol thường có thịt bò thái hay hải sản, rau, nấm và các gia vị khác được đun trong nồi jeongolteul (전골틀, mồi nồi đáy nông chỉ được dùng để nấu jeongol). Món này cũng có thể bao gồm mandu. Đôi khi món jeongol còn được nêm gochujang hay bột tiêu.

## Các biến thể

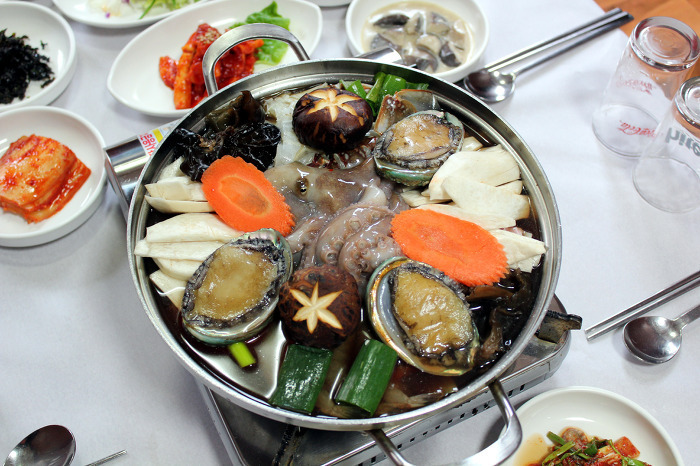
Jeonboknakjijeongol (lẩu bào ngư và bạch tuộc

- Sinseollo (신선로) một biến thể của món jeongol trước đây phục vụ trong triều đình[2]
- Haemul jeongol (해물전골) – nấu bằng hải sản[2]
  - Nakji jeongol (낙지전골) – nấu bằng bạch tuộc nhỏ[2]
- Sogogi jeongol (소고기전골) – nấu bằng thịt bò và không có hải sản[2]
- Mandu jeongol (만두전골) – nấu bằng mandu[3][4][5]
- Dubu jeongol (두부전골) – nấu bằng đậu phụ[2]
- Beoseot jeongol (버섯전골) – nấu bằng nấm[2]
- Gopchang jeongol (곱창전골) – nấu bằng các thành phần khác của thịt bò[2]
- Gaksaek jeongol, (각색전골) – nhiều thành phần khác nhau